# Beatrycze Szwabska

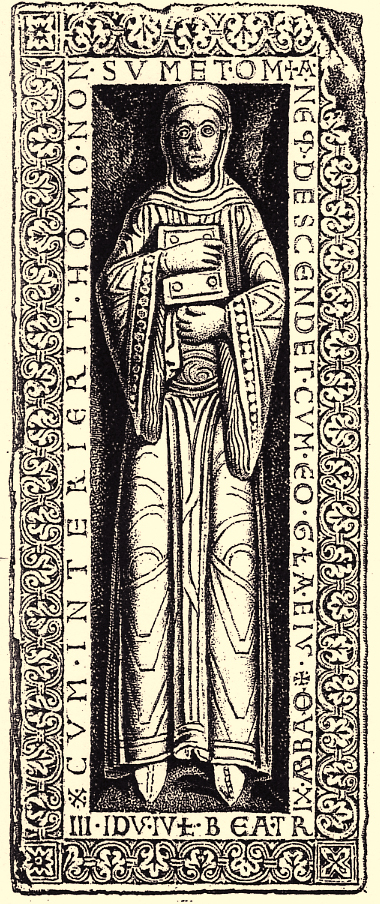
Beatrycze Szwabska

Beatrycze (ur. 1037; zm. 13 lipca 1061) – opatka klasztorów w Bad Gandersheim od 1043 i Quedlinburgu od 1044
Beatrycze była jedyną córka cesarza Henryka III z pierwszego małżeństwa z Gunhildą duńską. 14 stycznia 1043 ojciec mianował ją opatką w Gandersheim. Stało się to z pominięciem praw wyborczych kanoniczek. 24 czerwca 1044 została opatką klasztoru w Quedlinburgu. Ponadto pełniła także funkcję opatki we Vreden.
Za rządów Adelajdy wybuchł spór w Gandersheim pomiędzy kanoniczkami a opatką. Zakonnice zarzucały przełożonej zamiar nadania w lenno dóbr, które stanowiły podstawę utrzymania klasztoru. Konflikt rozstrzygało trzech papieży. Papież Leon IX opowiedział się po stronie kanoniczek, Wiktor II po stronie opatki. Dopiero Stefan IX pod koniec 1057 wydał kompromisowy wyrok: prebendy kanoniczek nie mogły być nadawane w lenno, ale pozostałymi dobrami klasztoru i dobrami osobistymi mogła opatka swobodnie rozporządzać. Kompromis trwał tylko do śmierci Beatrycze. Za rządów jej następczyni i przyrodniej siostry Adelajdy wybuchł na nowo.
Beatrycze została pochowana w Quedlinburgu. Po pożarze kościoła w 1070 jej szczątki zostały przeniesione. Blaszana skrzynka zawierająca prawdopodobnie jej kości od ok. 1161 znajduje się w klasztorze Michaelstein. W krypcie kościoła opackiego w Quedlinburgu przypomina o niej płyta nagrobna z czasów poświęcenia nowej świątyni w 1129

## Literatura
- Thomas Vogtherr, Die salischen Äbtissinnen des Reichsstifts Quedlinburg. [w:] Von sacerdotium und regnum. – Köln : Böhlau, 2002 (S. 405 – 420) ISBN 3-412-16401-1
- Kurt Kronenberg, Die Äbtissinen des Reichsstifts Gandersheim. – Bad Gandersheim : Vlg. Gandersheimer Tageblatt, 1981
- Mechthild Black-Veldtrup, Kaiserin Agnes (1043-1077): Quellenkritische Studien. Böhlau, Köln 1995
- Egon Boshof, Die Salier. Kohlhammer, Stuttgart 2000